# Grzegorz Jakubowicz
Grzegorz Jakubowicz (* 12. Januar 1990) ist ein polnischer Biathlet.
Grzegorz Jakubowicz bestritt sein erstes internationales Rennen bei den Biathlon-Juniorenweltmeisterschaften 2008 in Ruhpolding, wo er 83. des Einzels wurde. Es dauerte zwei Jahre, bis er in Torsby erneut bei den Biathlon-Juniorenweltmeisterschaften 2010 international zum Einsatz kam. Im Einzel wurde er 52., im Sprint 70. und 17. mit der Staffel. Es folgten die Juniorenrennen bei den Biathlon-Europameisterschaften 2010 in Otepää mit den Resultaten 27 im Einzel, 49 im Sprint, 45 in der Verfolgung und acht mit der Mixed-Staffel. Im weiteren Jahresverlauf folgten Einsätze bei den Juniorenrennen der Sommerbiathlon-Weltmeisterschaften 2010 in Duszniki-Zdrój, bei denen Jakubowicz 31. des Sprints und 27. der Verfolgung wurde. Auch 2011 nahm er an drei internationalen Meisterschaften teil. Zunächst lief er die Biathlon-Juniorenweltmeisterschaften 2011 in Nové Město na Moravě, bei denen er 50. des Einzels, 64. des Sprints und 16. mit der Staffel wurde. Es folgten die Juniorenrennen der Biathlon-Europameisterschaften 2011 in Ridnaun, bei denen er 48. des Einzels, 56. des Sprints und in der Verfolgung überrundet wurde. Bei den Sommerbiathlon-Weltmeisterschaften 2011 in Nové Město kamen die Platzierungen 38 im Sprint und neun mit der Staffel der Juniorenrennen hinzu. In der Verfolgung wurde er überrundet.
Bei den Männern gab Jakubowicz 2010 in Martell sein Debüt im IBU-Cup und wurde bei seinem ersten Sprint 69. Es ist zugleich sein bislang bestes Resultat in der Rennserie. Bei den Biathlon-Europameisterschaften 2011 wurde er an die Seite von Łukasz Witek, Grzegorz Bril und Grzegorz Guzik in die A-Staffel berufen und wurde mit ihr als überrundete Staffel 15.